# 崎村調理師専門学校
崎村調理師専門学校（さきむらちょうりしせんもんがっこう、英称:Sakimura Culinary School）は、神奈川県小田原市城山にある調理師を養成する専門学校（調理師養成施設）。運営は学校法人崎村学院。

## 概要
1970年4月に開設。「清潔・礼儀・奉仕の精神」を教育モットーに据え、食を通して社会に貢献していく”調理師”を養成。全国でも類を見ない「介護付有料老人ホームと併設の調理師専門学校であり、調理師だけでなく介護職員初任者研修の資格取得も可能。「福祉の心をもった調理師」と「調理の技術をもった介護員」を育成する。

## 沿革
- 1970年（昭和45年）4月 - 神奈川県南足柄市に総合学院を開設。
- 1974年（昭和49年）2月 - 学校法人崎村学院設立。
- 1975年（昭和50年）4月 - 厚生大臣指定校となり、調理師科を開設。
- 1981年（昭和56年）4月 - 専修学校として認可され、専門課程・高等課程併設の学校となる。
- 1987年（昭和62年）4月 - 神奈川県小田原市城山に校舎を移転。
- 1991年（平成3年）4月 - 校舎増築。
- 2005年（平成17年）4月 - 現在の校舎が完成。
- 2019年（平成31年）4月 - 専門課程2年制へ移行。

## 設置学科
- 専門課程 調理学科　（2年制）

## 取得可能資格・取得目標資格
- 調理師免許
- 専門調理師・調理技能士 - 学科試験が免除。卒業後6年の実務経験が必要。
- 食品衛生責任者
- 食品技術管理専門士
- 調理師養成施設助手
- 専門士（衛生専門課程）
- 介護職員初任者研修

## 所在地
神奈川県小田原市城山2-1-9

## 交通
- 小田原駅西口より徒歩4分。

## グループ法人
- 社会福祉法人東洋会
- 株式会社ボビンズ